# Серен Андерсен
Серен Андерсен (дан. Søren Andersen; 31 січня 1970, Орхус, Данія) — данський футболіст, півзахисник відомий за виступами за Орхус, Обльборг і збірну Данії. Учасник чемпіонату Європи 1996 року, а також літніх Олімпійських ігор у Барселоні.

## Клубна кар'єра
Андерсен вихованець футбольної академії «Сількеборг». У 1989 році він перейшов у клуб зі свого рідного міста — «Орхус». За основну команду він дебютував у серпні того ж року. У 1992 році Андерсен виграв свій єдиний трофей — Кубок Данії. У жовтні 1993 року Серен перейшов в іспанську «Леріду». У Ла Лізі він відіграв сезон, запам'ятавшись м'ячем у ворота мадридського «Реала». Після вильоту команди в Сегунду, Андерсен перейшов до «Райо Вальєкано». У новій команді він провів півроку взимку 1995 уклавши контракт зі шведським «Норчепінгом». У Швеції Серен теж провів півроку, після чого повернувся на батьківщину до Обльборгу. Він прийшов з метою замінити свого однофамільця Еріка Бо Андерсена, який перейшов у шотландський «Рейнджерс». Серен швидко став основним футболістом, своєю грою заслуживши запрошення до збірної на Євро-96. У сезоні 1996/1997 він став найкращим бомбардиром команди та посів п'яте місце у загальному заліку. За «Ольборг» Андерсен забив 36 голів у 77 матчах, у тому числі пента-трик у ворота «Віборга».
У липні 1998 року Серен перейшов в англійський «Брістоль Сіті», який виступає в Чемпіоншипі. Сума трансферу склала £425 тис. У дебютному матчі проти «Оксфорд Юнайтед» Андерсен забив два голи та допоміг команді добитися нічиєї. У вересні 1999 року Серен повернувся до Данії, де уклав контракт із клубом «Оденсе». У 54 матчах за команду він забив 24 м'ячі. 2001 року Андерсен повернувся до рідного «Орхуса». У березні 2002 року в зіткненні з воротарем «Копенгагена» Магнусом Кільстедом Андерсен зламав руку. У 2003 році він завершив кар'єру через хронічний біль ахіллесового сухожилля.

## Виступи за збірні
У 1992 році Андерсен взяв участь у літніх Олімпійських іграх у Барселоні. На турнірі він був запасним і не взяв участь у жодній із зустрічей.
У січні 1993 року Серен дебютував за збірну Данії. У 1996 році Андерсен був включений до заявки на участь у чемпіонаті Європи в Англії. На турнірі він взяв участь у зустрічі проти збірної Туреччини, замінивши наприкінці матчу Еріка Бо Андерсена.

## Титули і досягнення
- Володар Кубку Данії: «Орхус» 1992